# 辺韶
辺 韶（邊韶、へん しょう、生没年不詳）は、後漢の官僚・文人。字は孝先。本貫は陳留郡浚儀県。

## 人物・逸話
辺韶は文章によって名を知られ、数百人に教授した。口先もまたうまかった。辺韶が昼寝をしていたところ、弟子がひそかに「辺孝先の太っちょは、読書をなまけて眠りたいだけだ」といって嘲笑した。辺韶はひそかにこれを聞いており、「辺は姓で、孝は字だ。太っちょなのは五経を入れる箱だ。眠りたいのは経典の事を考えているためだ。夢で周公に会うとは、孔子も認めていらっしゃることだ。師を嘲ってよいとは、どんな古典に書かれているのか」と答えた。嘲笑した者は大いに恥じ入った。

## 経歴
辺韶は宦官の曹騰の推挙によって昇進した。143年（漢安2年）、辺韶は尚書侍郎として改暦を求める上書をおこない、官僚たちのあいだで議論がおこなわれた。桓帝のとき、辺韶は臨潁侯国の相となった。洛陽に召還されて太中大夫の位を受け、東観で著作をつとめた。2回転任して北地太守となり、入朝して尚書令に任じられた。後に陳国の相となり、在官のまま死去した。

## 著作
かれによって著された詩・頌・碑・銘・書・策は合わせて15篇あった。また文集があった。

## 伝記資料
- 『後漢書』巻80上 列伝第70上